# Tietilperazin
A  tietilperazin   (INN: thiethylperazine) egy piperazin fenotiazin gyógyszer. 
Hányás és hányinger kezelésére használják.

## Gyógyszerhatás
A tietilperazin, kifejezett hányinger- és hányáscsillapító, valamint szédüléscsökkentő hatású piperazin oldalláncú fenotiazin vegyület. Pontos hatásmechanizmusa nem ismert, de állatkísérleti vizsgálatok alapján feltételezhető, hogy hatását a nyúltvelői kemoreceptor trigger zóna sejtjein a dopaminerg receptorok gátlásával, illetve közvetlenül a hányásközpont ingerlékenységének csökkentésével fejti ki. Orális alkalmazást követően hányinger-, hányáscsillapító hatása már a beadást követően kb. 30 perc múlva kialakul és átlagban 4 órán át tart. Kis dózisban antipszichotikus hatással nem rendelkezik.

## Farmakokinetika
A tietilperazin a gyomor-bél traktusból jól felszívódik, plazma-csúcskoncentrációját 2-4 óra alatt éri el. A molekula 91-97%-ban kötődik a plazmafehérjékhez. A számított megoszlási térfogata 2,7 l/ttkg. A hatóanyag csaknem teljes mértékben metabolizálódik a májban, csak kb. 3%-a választódik ki változatlan formában a veséken keresztül. Eliminációs felezési ideje kb. 12 óra.

## Ellenjavallatok
Ne alkalmazza, ha a következő állapotok állnak fenn:
- túlérzékenység (allergia) a készítmény hatóanyagával vagy bármely segédanyagával, illetve fenotiazin-származékkal szemben;
- a központi idegrendszer működésének súlyos fokú gátlásával járó kórképek, illetve kómás állapot;
- 15 évnél fiatalabb életkor;
- terhesség és szoptatás.

## Lehetséges mellékhatások
- aluszékonyság és szédülés
- nyugtalanság, fejfájás, láz, epilepsziás görcsök
- extrapiramidális tünetek (akarattól független mozgások, izomgörcsök, kézremegés, izommerevség stb.)
- száj- és orrszárazság
- homályos látás
- fülzúgás
- vérnyomáscsökkenés
- szapora szívverés
- arc-, kar- és kézduzzanat
- az emlők megnagyobbodása
- étvágytalanság
- testsúlygyarapodás
- székrekedés
- allergiás reakciók
- nagyon ritkán nyálfolyás és ízérzészavar.
- hosszantartó szedése során igen ritkán vérképzési zavarok (fehérvérsejtszám-csökkenés, vérszegénység, illetve a vér valamennyi alakos elemének hiánya, bőrkiütések) fordulhatnak elő

## Figyelmeztetés
A kezelés első szakaszában, esetenként álmosságot, fáradtságot, szédülést okozhat, ezért a kezelés megkezdésekor  járművet vezetni, vagy baleseti veszéllyel járó munkát végezni tilos!

## Készítmények
- Torecan (EGIS)